# Команда 60
Команда 60 (англ. Team 60) — пілотажна група ВПС Швеції. Виступає на шістьох літаках SK 60 (позначення Saab 105 у шведських ВПС). Команда складається загалом з 18 осіб: дев'ять пілотів, в тому числі один запасний, коментатор і вісім борттехніків. Персонал команди не є її штатним складом і поєднує участь в команді з основною роботою у ВПС. Пілоти у більшості випадків є старшими льотними інструкторами.

## Історія
Команда була сформована в 1974 році інструкторами льотної школи ВПС на авіабазі Юнґбігед (швед. Ljungbyhed) на півдні Швеції. До першого складу увійшли капітани Крістіан Мюллер-Гансен, Ларс-Йоран Олссон, Нільс-Олов Ліндберг та Ганс Рундблад.
Вперше група, ще без назви, виступила 08 червня 1975 року під час Гран-прі Швеції в Андерсторпі. Ще кілька показів відбулося протягом літа. До команди входило чотири літаки SK 60. Наступного року до неї приєдналися капітани Ян Брандмир і Андерс Вальстрем, а програму було розширено для шести літаків.
15-16 травня 1976 року команда вперше виступила під назвою Team 60 (від позначення літаків SK 60). Це відбулося на авіашоу Airborne-76 в аеропорту Севе в Гетеборзі. В шоу також брали участь британська команда Red Arrows і французька Patrouille de France.
Початково літаки команди мали стандартну сіру камуфляжну кольорову схему, пізніше її розширили, пофарбувавши дно фюзеляжів у жовтий і синій. Літаки обладнані димогенераторами з білим димом.
З 2003 року команда базується на аеродромі Мальмен поблизу Лінчепінга. Репетиції виступів, як правило, проходять на закритій авіабазі Норрчепінг-Бравалла, приблизно в 40 км на північний схід від Мальмена, щоб не заважати основній роботі бази. В деякі сезони команда виступає неповним складом, на чотирьох літаках.
За свою історію (станом на 2024 рік) Team 60 виступала тільки в Європі.
У 2007 команду було тимчасово розформовано з фінансових причин. У 2009 польоти було відновлено.
Базуючись на авіабазі Юнґбігед у ландскапі Сконе, команда отримала неофіційну назву «En sexa Skåne», що перекладається зі шведської як «шістдесят мілілітрів Skåne Akvavit»: у Сконе виготовляється популярна марка аквавіту, а у групі шість літаків, що нагадує про типову порцію, якою у Швеції вживають подібні напої — 6 сантилітрів. На честь свого прізвиська команда іноді завершувала шоу, видаючи звук цокання чарок одночасно з випусканням диму.
Протягом трохи більше одного сезону в 1986-87 роках існувала також команда Team 61, що складалася з двох літаків SK 61 Bulldog, але була розформована після загибелі одного з пілотів.

## Галерея

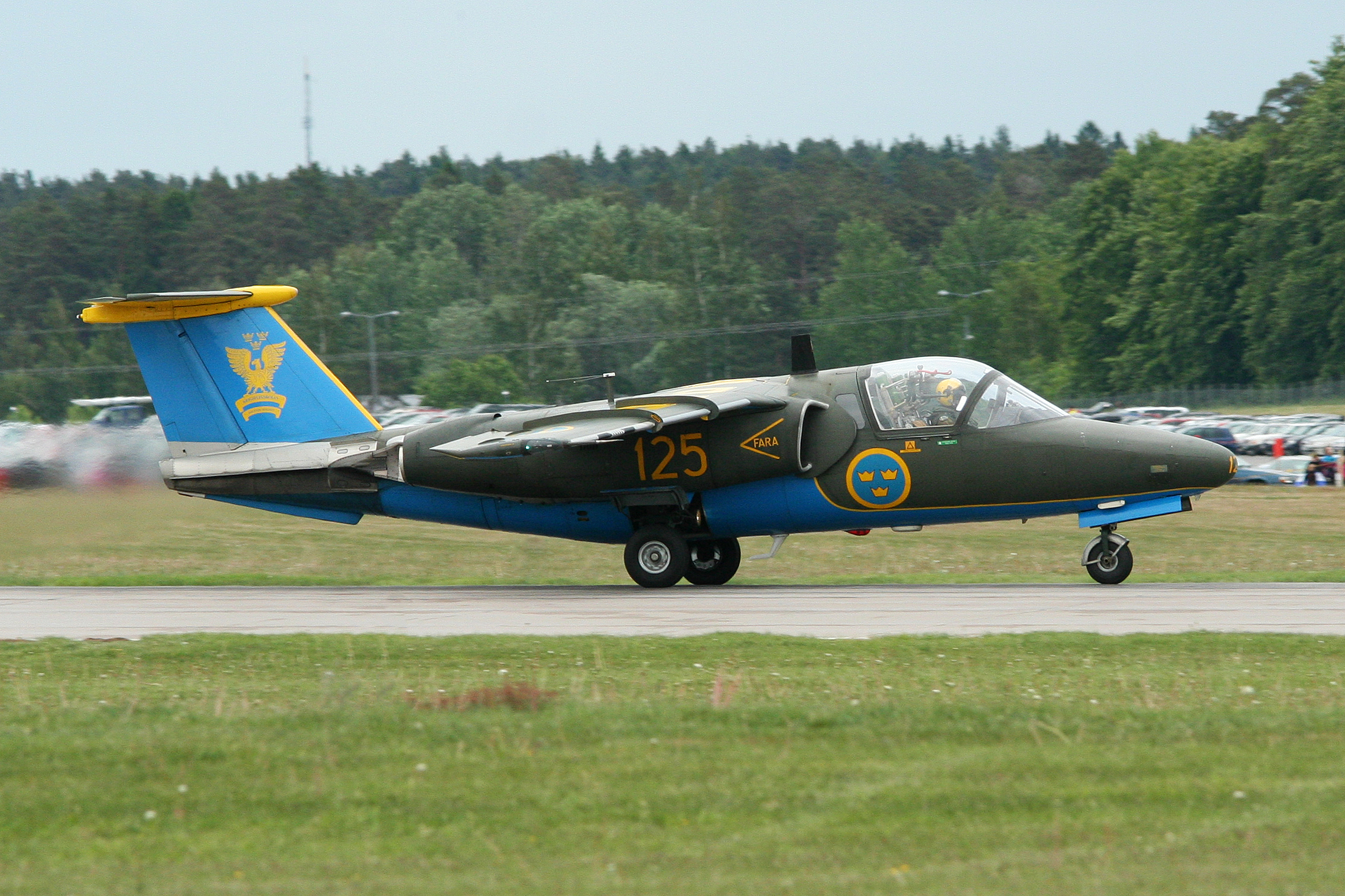
Один з літаків команди, 2012
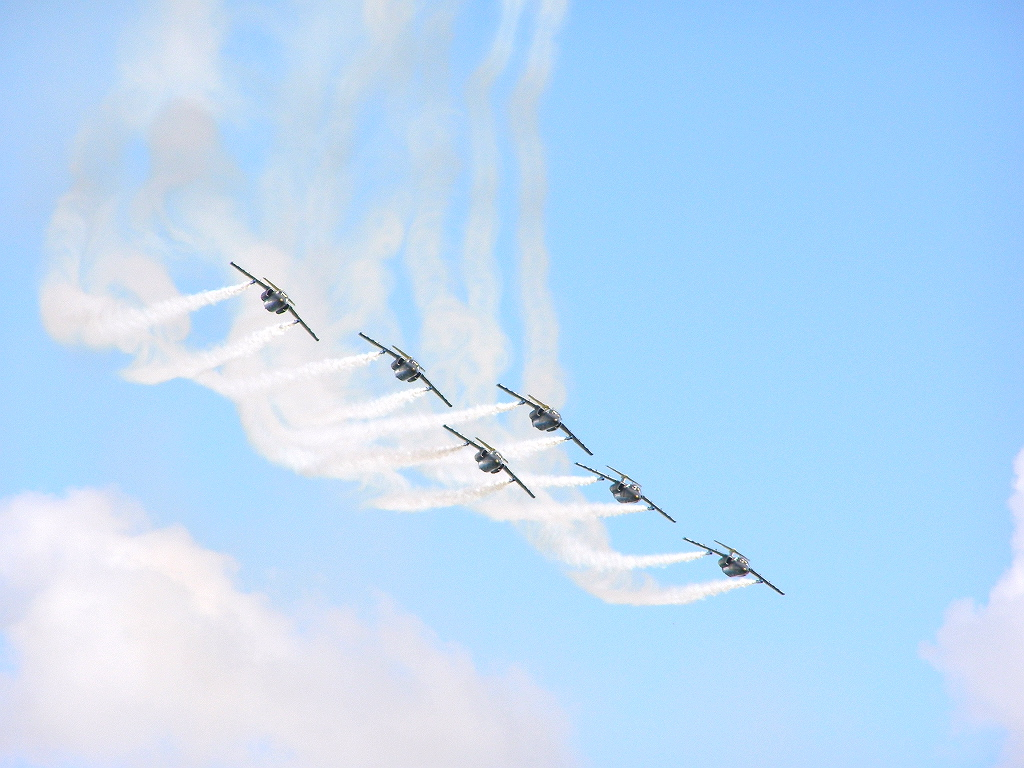
На Крістіанстадському авіашоу, 2006.
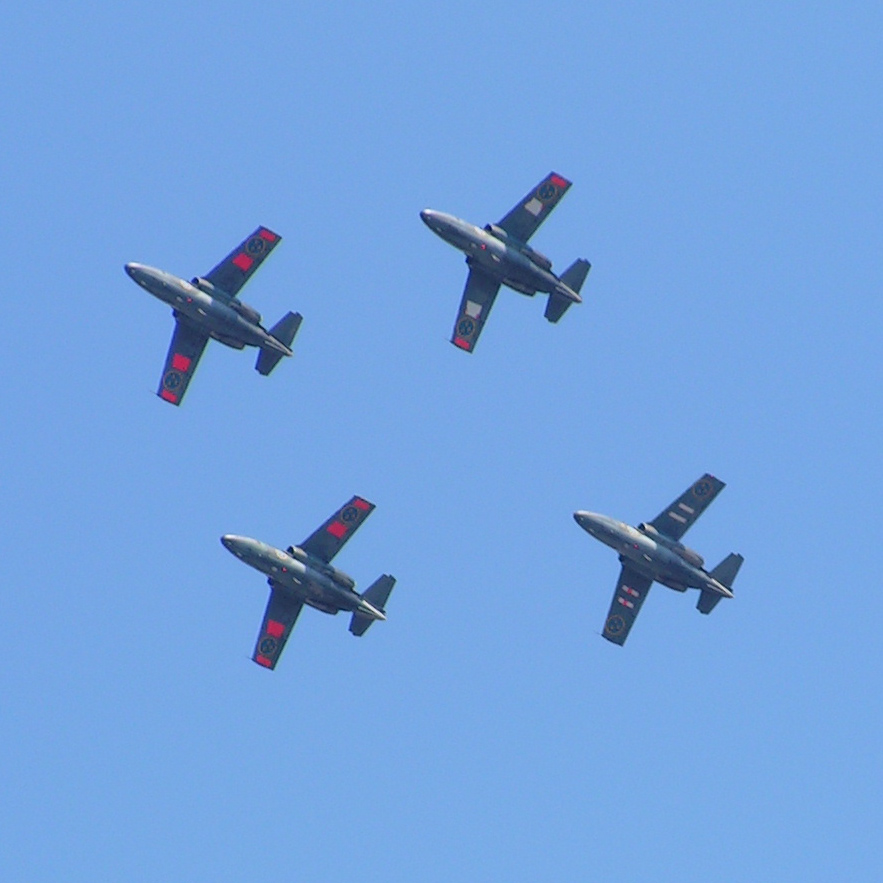
На фестивалі Saab у Трольхеттані, 2007